# Neso usta
Neso usta är en skalbaggsart som beskrevs av Blackburn 1898. Neso usta ingår i släktet Neso och familjen Melolonthidae. Inga underarter finns listade i Catalogue of Life.